# Characidium mirim
Characidium mirim é um gênero de peixe, que foi descrito pela primeira vez por Netto-ferraira, Birindelli e Buckup, em 2013. Characidium mirim pertence ao gênero Characidium e à família dos Crenuchidae.